# Oláh Kati
Oláh Kati (született Oláh Katalin, Hajdúböszörmény, 1959. december 5. –) gyógypedagógus, amatőr festő.

## Életpályája
Andorkó Katalin és Oláh Sándor gyermekeként. Középiskolai tanulmányait az esztergomi Dobó Katalin Gimnáziumban végezte, majd a budapesti Pető Intézetben szerzett konduktori diplomát, ahol 1980 és 1985 között konduktorként dolgozott.
1985-ben megismerkedett Boda Balázs festőművésszel, aki mellett érdeklődése a festészet felé terelődött. Elhagyta a gyógypedagógiai pályát, és 1986-ban Budapestről Paloznakra költözött férjével, majd 1990-ben Óbudaváron telepedtek le, ahol együtt alapították meg az Óbudavári Képíró Műhelyt. Egy lányuk született, Fruzsina.
A festőnő számos kiállításon szerepel férjével együtt, és műhelyükben teret adnak a fiatal tehetségek kibontakozásának is.
2007-ben visszaköltöztek Paloznakra, ahol tovább folytatták munkásságukat, létrehozva a Paloznaki Képíró Műhelyt, amelyet 2009. június 13-án avattak fel. Tanítványaik között megtalálhatjuk Kiss Viktort, aki a Boda–Oláh festmények hatására ragadott ecsetet és vált művésszé.

## Kiállításai

### Egyéni kiállítások
- 2009. december 5. Budapest, a Vörösmarty Filmszínház galériája
- 2010. július 18. Tihany, Rege cukrászda, Palóznak Tetőtéri galéria
- 2011 Veszprém – Óváros Galéria

### Boda Balázzsal közös kiállításai

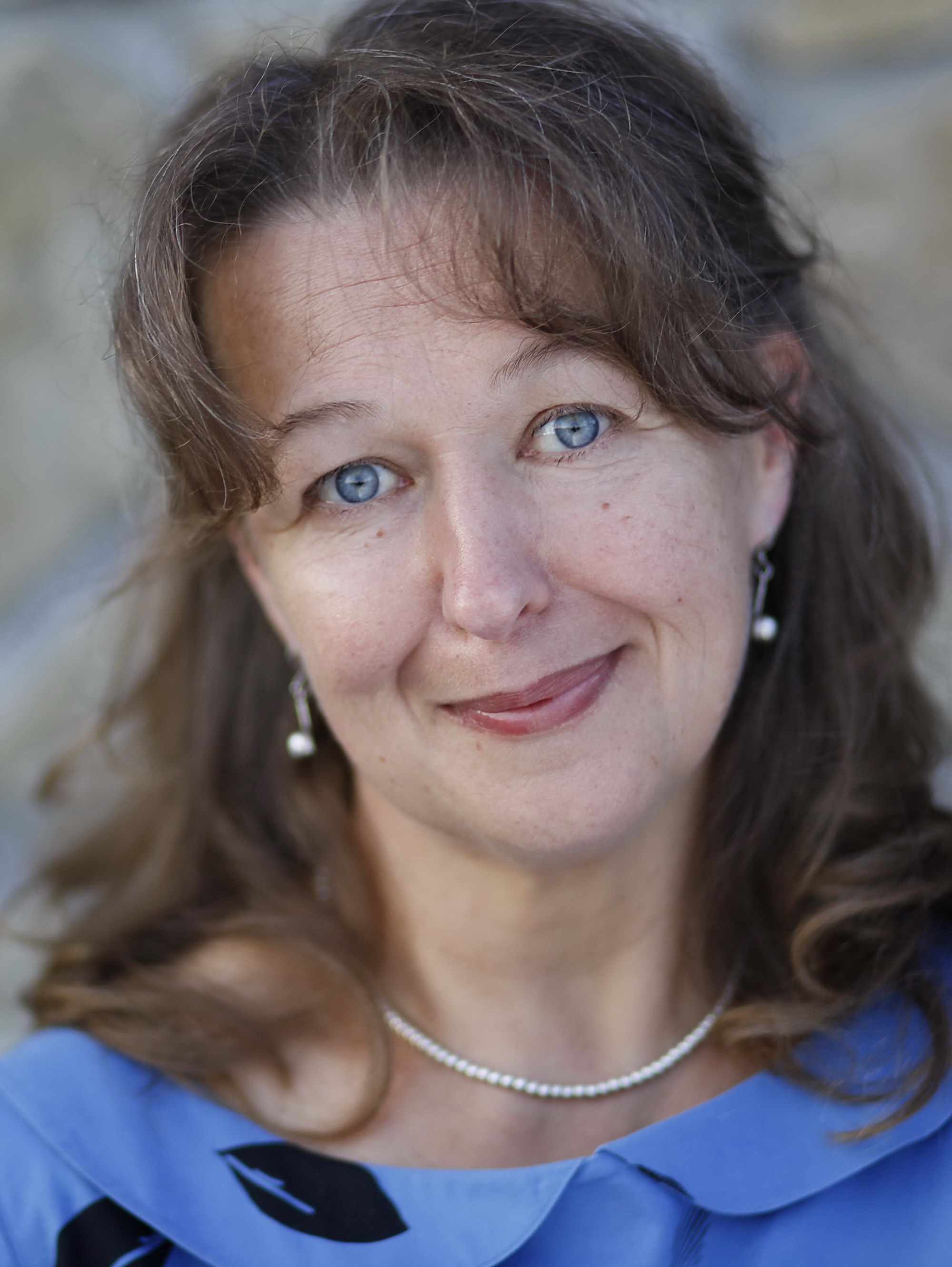
2019-ben

- 1991.	Münster (D) – Galerie Artl-art, Pápa – kastély
- 1992. Kapolcs – Művészetek Völgye
- 1993. Keszthely – Balaton Múzeum
- 1994. Budapest – Operaház
- 1995. Sopron – Pannónia Med Hotel
- 1996. Balatonfüred – Art-East Galéria
- 1999. Gödöllő – királyi kastély, Lavin
- 2000. Zalaegerszeg – Színház
- 2000. Veszprém – HEMO
- 2002. Budapest – Stefánia Palota
- 2003. Willanzheim, Hüttenheim (D), Budapest – FMH
- 2004. Pannónia Galéria[2]
- 2005. Budapest – Novotel Palace
- 2006. Budaörs – Jókai Galéria
- 2006. Budapest – FMH
- 2007. Zöld Galéria – Budapesti Környezetvédelmi Minisztérium
- 2007. Paloznak – Tetőgaléria
- 2008. Budapest – Legfelsőbb Bíróság
- 2009. Csopak Galéria
- 2014. Eötvös Károly Megyei Könyvtár, Veszprém,[3]

## Festményei
- Oláh Kati galériája

### 2000–2005
- Párák úsznak, 2000
- Távoli harangszó, 2002
- Ringató, 2002
- A csend szimfóniája, 2003
- Ködtakaró, 2003
- Jégmező, 2003
- Füzesben, 2004
- Az ősz parázsa, 2004
- Január, 2004
- Tavasz, 2004
- Nádas, 2004
- Tél, 2004
- Álom, 2005
- Ködben, 2005
- Őszi pompa, 2005
- Hóförgeteg, 2005

|  |  |  |

### 2006-2008
- Dal a boldogságról, 2006
- Ragyogás, 2006
- Tavaszodik, 2006
- Pirkadat, 2006
- A fény útja, 2007
- Vihar, 2007
- A szél, 2007
- Aratás előtt, 2007
- Koboldok, tündérek…, 2007
- Tél, 2007
- Patak csobogása, 2007
- A víz titokzatos útjai, I.
- A víz titokzatos útjai, II.
- Madarak röpte
- Leszáll az est
- Májusi szellő
- Nyárfaliget
- Öreg körtefa
- Őszi pompa
- Őszi színek ragyogása
- Téli táj
- Útszéli fák
- Vászoly felé
- Zsombékos
- Vihar után

### 2009
- A csalitosban
- Délutáni fények
- Őszi táj

## Díjak
- 2000. „Veszprém-Bakony-Balaton”, Országos Képző- és Iparművészeti pályázat III. helyezése
- 2008. Ajka, Országos Képző- és Iparművészeti Kiállítás, alkotói díja

## Róla írták

### Könyv
- Boda Balázs, Oláh Katalin, Óbudavári Képíró Műhely, Óbudavár, Szerkesztő: Nagy Boldizsár, Fitz Péter, 1996. ISBN 9630463040

### Újságcikkek
- Egy festői birtok
- Képírók otthona[halott link]
- Kikelettől jégvirágig
- Idill[halott link]